# Умершие в июле 2024 года
Это список известных людей, соответствующих установленным критериям значимости (см. Википедия:Критерии значимости персоналий), умерших в июле 2024 года.
Причина смерти указывается лишь в исключительных случаях (убийство, самоубийство, гибель в результате военных действий, смертная казнь, ДТП или несчастные случаи). В остальных случаях — не указывается.

## 31 июля
- Босуэлл, Уорэр[англ.] (48) — американский модельер[1].
- Буча, Пол Уильям (80) — ветеран Вьетнамской войны, удостоенный медали Почёта (1970)[2].
- Георгиев, Крум (66) — болгарский шахматист, гроссмейстер (1988)[3].
- Ионеску, Константин (65) — румынский шахматист, гроссмейстер (1998) (о смерти объявлено в этот день)[4].
- Ищенко, Александр Александрович (73) — советский и украинский химик, академик НАНУ (2021)[5].
- Нурафшан, Мухтар[перс.] (57) — иранский спортсмен, четырёхкратный чемпион Паралимпийских игр[6].
- Хания, Исмаил (61/62) — палестинский политический деятель, премьер-министр ПНА (2006—2007), руководитель Политбюро движения ХАМАС (с 2017); убит[7].
- Херлицка, Роберто[итал.] (85) — итальянский актёр, лауреат премии «Давид ди Донателло» за лучшую мужскую роль второго плана и премии «Серебряная лента» за лучшую мужскую роль (2004)[8].
- Эркал, Генджо[тур.] (86) — турецкий актёр[9].

## 30 июля
- Габибов, Абдуллах Таджибович (75) — советский и российский актёр, заслуженный артист Российской Федерации (2005)[10].
- Гарцена, Бруно (91) — итальянский футболист, игрок национальной сборной[11].
- Глазко, Валерий Иванович (75) — советский и украинский генетик, биотехнолог, молекулярный биолог, иностранный член РАН (2014)[12].
- Камаль, Сардар[англ.] (52) — пакистанский актёр, комик[13].
- Ленк, Ханс (89) — немецкий философ и гребец, олимпийский чемпион (1960), иностранный член РАН (2003)[14].
- Мастораки, Дженни[греч.] (75) — греческая поэтесса и литературная переводчица[15].
- Онуэну, Оньека[англ.] (72) — нигерийская певица, актриса и правозащитница[16].
- Тельо Масиас, Карлос[исп.] (85) — мексиканский экономист, политик и дипломат, министр бюджета и планирования (1976—1977), посол в СССР и России (1990—1992)[17].

## 29 июля
- Банас, Роберт[англ.] (90) — американский актёр и танцор[18].
- Газданов, Булат Гаппоевич (88) — советский и российский дирижёр, композитор и гармонист, народный артист Российской Федерации (2008)[19].
- Ешинов, Владимир Николаевич (75) — советский спортсмен (академическая гребля), олимпийский чемпион (1976)[20].
- Ишик, Кенан[тур.] (76) — турецкий актёр, телеведущий и журналист[21].
- Лейн, Флойд (94) — американский баскетболист[22].
- Мотыжев, Сергей Владимирович (77) — советский и украинский учёный в области измерительно-информационных технологий[23].
- Реддуэй, Питер (84) — британо-американский политолог[24].
- Сергеев, Юрий Валентинович (99) — советский конькобежец, участник Олимпийских игр (1956), рекордсмен мира[25].
- Феллоуз, Роберт (82) — британский придворный, личный секретарь королевы Елизаветы II (1990—1999), член Палаты лордов (1999—2022)[26].
- Шмидт, Юзеф (89) — польский легкоатлет (тройной прыжок), олимпийский чемпион (1960, 1964)[27].

## 28 июля
- Биал, Дэвид[англ.] (75) — американский историк[28].
- Галимов, Наиль Хаматхасанович (58) — советский и российский футболист, тренер[29].
- Голубев, Валентин Павлович (75) — советский и российский поэт и переводчик[30].
- Ларреа, Армандо[исп.] (81) — эквадорский футболист, игрок национальной сборной[31].
- Марголин, Эдуард Максович (88) — советский и российский педагог, народный учитель Российской Федерации (2001)[32].
- Михаил, принц Греческий и Датский (85) — греческий историк и писатель, член греческой королевской семьи[33].
- Паскаль, Френсин (92) — американская писательница[34].
- Ташдемир, Угур[тур.] (58) — турецкий актёр[35].
- Ходырев, Владимир Яковлевич (94) — советский партийный и государственный деятель, председатель Ленгорисполкома (1983—1990)[36].
- Эш, Эрика[англ.] (46) — американская актриса[37].

## 27 июля
- Альварадо, Карлос (96) — коста-риканский футболист, игрок национальной сборной[38].
- Аро, Мариано[исп.] (84) — испанский стайер, участник Олимпийских игр (1968, 1972, 1976), многократный призёр чемпионатов Европы и мира[39].
- Бар-Селла, Зеев (77) — советский лингвист, израильский литературовед, публицист и журналист[40].
- Галарса, Луис[исп.] (73) — боливийский футболист и тренер, игрок национальной сборной[41].
- Костелло, Мюррей[англ.] (90) — канадский профессиональный хоккеист, игрок НХЛ[42].
- Крессанж, Жанна[фр.] (95) — французская писательница и сценарист[43].
- Кушнир, Павел Михайлович (39) — российский пианист, писатель и политический активист[44].
- Мизия (69) — португальская певица[45].
- О’Брайен, Эдна (93) — ирландская писательница[46].
- Орлов, Василий Иванович (94) — советский и российский государственный и партийный деятель, председатель Владивостокского горисполкома (1967—1972)[47].
- Рим, Вольфганг (72) — немецкий композитор[48].
- Сарткожаулы, Каржаубай (77) — казахстанский тюрколог[49].
- Уба, Ифеаньи[англ.] (52) — нигерийский политический деятель, сенатор (с 2019)[50].
- Фиалко, Олег Борисович (78) — советский и украинский кинорежиссёр, сценарист, заслуженный деятель искусств Украины (1996)[51].
- Шуат, Франсис[фр.] (75) — французский политик и историк, депутат Национального собрания (2018—2022)[52].
- Янота, Олджих[чеш.] (74) — чешский певец и автор песен[53].

## 26 июля
- Акбаров, Сергей Саидмузафарович (62) — российский математик[54].
- Валтон, Арво (88) — эстонский писатель, сценарист[55].
- Ван де Керкхоф, Герард (81) — нидерландский футболист (о смерти объявлено в этот день)[56].
- Джха, Прабхат[англ.] (67) — индийский политик, член Раджья сабхи (2008—2020)[57].
- Жюлье, Шарль (89) — французский писатель и поэт, лауреат Гонкуровской премии за поэзию (2013)[58].
- Карлсен, Гейр (75) — норвежский футболист, игрок национальной сборной[59].
- Кириллов, Станислав Викторович (88) — советский и российский биофизик[60].
- Корологос, Том (91) — американский дипломат и бизнесмен, посол в Бельгии (2004—2007)[61].
- Сафаров, Фирудин Саттар оглы (90) — советский, азербайджанский и узбекский оперный режиссёр, народный артист Узбекской ССР (1986) и Азербайджана (1992)[62].
- Чен Вин Сум, Майкл[малайск.] (92) — малайзийский политический деятель, министр жилищного строительства и местного самоуправления (1978—1979), президент Сената[англ.] (2000—2003)[63].
- Штайн, Эрвин (89) — немецкий футболист[64].
- Эндрюарта, Джанет (72) — австралийская актриса[65].

## 25 июля
- Айяла, Инес (67) — испанский политик, депутат Европейского парламента (2004—2019)[66].
- Белоусов, Валентин Николаевич (78) — советский и российский актёр, заслуженный артист Российской Федерации (1996)[67].
- Гриффин-Вольф, Синтия[англ.] (87) — американский историк литературы[68].
- Д’Бритто, Фрэнсис (81) — индийский католический священник, экоактивист, писатель и переводчик[69].
- Данель, Паскаль[фр.] (80) — французский шансонье и автор песен[70].
- Индик, Мартин[англ.] (73) — американский дипломат, посол в Израиле (1995—1997, 2000—2001)[71].
- Карт, Виктор Эммануилович (95) — советский и украинский шахматный тренер, заслуженный тренер СССР (1973)[72].
- Медведев, Юрий Александрович (85) — советский и российский архитектор, живописец, поэт[73].
- Морозов, Никита Фёдорович (91) — советский и российский механик, академик РАН (2000)[74].
- Олесен, Келль (92) — датский политик, министр иностранных дел (1979—1982)[75].
- Середа, Вячеслав Тимофеевич (73) — российский литературовед-унгарист и переводчик[76].
- Шиффрин, Гарольд Цви[ивр.] (101) — израильский социолог и офицер разведки[77].

## 24 июля
- Ахмед, Шафин[бенг.] (63) — бангладешский певец и автор песен[78].
- Венгер, Евгений Фёдорович[укр.] (77) — украинский физик, член-корреспондент НАН Украины (1997)[79].
- Вепринцев, Владимир Андреевич (75) — советский и российский дирижёр, главный военный дирижёр федеральной пограничной службы ФСБ России, народный артист Российской Федерации (год присвоения не установлен)[80].
- Кива, Дмитрий Семёнович (81) — советский и украинский промышленный деятель, президент-генеральный конструктор государственного предприятия «Антонов» (2005—2015), академик НАН Украины (2012), Герой Украины (2009)[81].
- Кирилин, Анатолий Владимирович (77) — русский прозаик, публицист, журналист[82].
- Лобас, Леонид Дмитриевич (75) — советский и российский лётчик-испытатель, заслуженный лётчик-испытатель Российской Федерации (1999), Герой Российской Федерации (1995)[83].
- Лоулер, Рэй (103) — австралийский драматург[84].
- Хаз, Хамза (84) — индонезийский политический деятель, вице-президент (2001—2004)[85].
- Хак, Махбубуль (75) — бангладешский лингвист[86].
- Цебрий, Александр Владимирович (50) — украинский политик, мэр Умани (2015—2020), участник российско-украинской войны, Герой Украины (2024, посмертно); погиб в бою[87].

## 23 июля
- Аникеева, Лидия Александровна (74) — советская и российская актриса, народная артистка Российской Федерации (1996)[88].
- Грабовски, Мирча[рум.] (71) — румынский гандболист, серебряный призёр Олимпийских игр (1976), чемпион мира (1974)[89].
- Делоне, Наталья Львовна (100) — советский и российский генетик[90].
- Захаров, Юрий Александрович (86) — советский и российский химик, ректор КемГУ (1978—2005), член-корреспондент РАН (1991)[91].
- Колосова, Риорита Пантелеймоновна (83) — советский и российский экономист, заслуженный профессор МГУ (2010)[92].
- Кравченко, Владимир Васильевич (76) — советский и российский пловец, участник Олимпийских игр (1968)[93].
- Луиче (82) — испанский футболист и тренер[94].
- Маллиа, Марк[мальт.] (59) — мальтийский художник и скульптор[95].
- Мильчановский, Анджей (85) — польский политик, министр внутренних дел (1992—1995)[96].
- Настопка, Кястутис (84) — литовский литературовед, литературный критик и переводчик[97].
- Новак, Владимир[чеш.] (77) — чешский художник[98].
- Ншанян-Папазян, Анна Исааковна[арм.] (92) — советская оперная певица (сопрано), заслуженная артистка Армянской ССР (1970)[99].
- Рамсден, Мел (79/80) — британский художник-концептуалист[100].
- Тюмин, Геннадий Александрович (65) — советский и молдавский футболист и тренер[101].
- Уоррен, Робин (87) — австралийский патолог, лауреат Нобелевской премии по физиологии или медицине (2005)[102].

## 22 июля
- Артыш, Ежи[пол.] (93) — польский оперный певец и преподаватель музыки[103].
- Беркович, Клара[англ.] (96) — советская и американская скрипачка и музыкальный педагог[104].
- Бутман, Шмуэль (81) — американский раввин, представитель мессианского направления в Хабад[105].
- Во, Александр[англ.] (60) — британский писатель, критик и журналист[106].
- Груеску, Константин[рум.] (79) — румынский боксёр, чемпион Европы (1973), бронзовый призёр чемпионата мира (1974)[107].
- Дыба, Карел[чеш.] (83) — чешский экономист и политик, министр экономики (1992—1996)[108].
- Лара Ривьера, Хорхе Альберто[исп.] (57) — мексиканский политический деятель, член Палаты депутатов (2000—2003)[109].
- Мейолл, Джон (90) — британский музыкант[110].
- Мирзоев, Сафа Абас оглы (72) — советский и азербайджанский государственный деятель и учёный-правовед, член Комитета Конституционного надзора СССР (1989—1991), руководитель аппарата Милли Меджлиса[111].
- Мохаммед Ахмед Фарид (76/77) — директор Службы общей разведки Египта (2013—2014)[112].
- Рад, Саид[перс.] (79) — иранский актёр[113].
- Розенталь, Сандра (87) — американский философ[114].
- Стоянкин, Евгений Фёдорович (87) — советский и российский рабочий-металлург, Герой Социалистического Труда (1982)[115].
- Факир, Абдул (88) — американский певец, член Зала славы рок-н-ролла[116].
- Шулер, Каролин (81) — американская пловчиха, двукратная олимпийская чемпионка (1960)[117].
- Эдгю, Ферит[тур.] (88) — турецкий писатель[118].

## 21 июля
- Азамов, Шухрат Шарипович (71) — советский футболист[119].
- Байерс, Лори (83) — новозеландский шоссейный велогонщик[120].
- Гопакумар, Амбалапужа[англ.] (80) — индийский поэт и историк[121].
- Кармайкл, Питер[англ.] (58) — американский историк[122].
- Кнауэр, Петер[нем.] (89) — немецкий богослов и эсперантист[123].
- Пишичелли, Сальваторе[итал.] (77) — итальянский кинорежиссёр и киносценарист[124].
- Сандоваль, Ричи (63) — американский боксёр, бронзовый призёр чемпионата мира (1978), чемпион мира по версии WBA (1984)[125].
- Сырбу, Эуджен (73) — румынский скрипач[126].
- Фархат, Ахмед[араб. егип.] (74) — египетский актёр[127].
- Юаса, Дзёдзи (94) — японский композитор[128].

## 20 июля
- Демосфен (Йоницэ) (97) — митрополит Православной старостильной церкви Румынии (с 2022)[129].
- Игнатий (Триантис) (89) — иерарх Албанской православной церкви, митрополит Бератский, Влёрский и Канинский (с 1996)[130].
- Кёккая, Шенер[тур.] (82) — турецкий актёр[131].
- Консоло, Джузеппе (75) — итальянский политик и государственный деятель, депутат Палаты депутатов (2006—2013), сенатор (2001—2006)[132].
- Лаинс, Мануэль[исп.] (101) — испанский католический священник, ботаник и энтомолог[133].
- Моасир (54) — бразильский футболист, игрок национальной сборной[134].
- Николов, Любомир (74) — болгарский писатель и переводчик[135].
- Сиросаки, Цутому[яп.] (76) — японский террорист, член Красной армии; асфиксия[136].
- Тищенко, Геннадий Иванович (76) — российский режиссёр-мультипликатор[137].
- Шари-Робинсон, Джилл[англ.] (88) — американская писательница[138].

## 19 июля
- Бернард, Тревор[англ.] (63) — новозеландский историк[139].
- Бирош, Петер[словац.] (74) — словацкий врач и политический деятель, депутат Национального собрания Словакии (2002—2006)[140].
- Госпер, Кеван[англ.] (90) — австралийский спринтер и спортивный функционер, серебряный призёр Олимпийских игр (1956)[141].
- Джексон Ли, Шейла (74) — американский политик, член Палаты представителей (с 1995)[142].
- Дьябате, Тумани (58) — малийский музыкант, композитор, исполнитель на инструменте малийская кора[143].
- Константино, Хосефина[англ.] (104) — филиппинская монахиня, поэтесса и публицистка[144].
- Наумов, Александр Васильевич (77) — советский и российский военачальник, заместитель командующего войсками СКВО (1996—1998), генерал-лейтенант (1995)[145].
- Нгуен Фу Чонг (80) — вьетнамский политический и государственный деятель, генеральный секретарь ЦК КПВ (с 2011), президент (2018—2021)[146].
- Никитина, Наталья Васильевна (65) — советский и российский театральный деятель, художественный руководитель Театра дождей (с 1990)[147].
- Песман, Джеррит[нидерл.] (86) — нидерландский футболист[148].
- Риардон, Рэй (91) — валлийский снукерист, шестикратный чемпион мира[149].
- Рипс, Илья Аронович (75) — израильский математик[150].
- Скотт, Джеймс Кэмпбелл (87) — американский политолог и антрополог[151].
- Смит, Вольфганг[нем.] (94) — австрийский математик, физик и философ[152].
- Тербланш, Эста[англ.] (51) — южноафриканская актриса[153].
- Фарион, Ирина Дмитриевна (60) — украинский политик, депутат Верховной рады (2012—2014); убийство[154].

## 18 июля
- Банников, Евгений Геннадьевич (58) — российский бард и альпинист; несчастный случай[155].
- Верцетнич, Фриц[нем.] (79) — австрийский профсоюзный деятель, глава Австрийской федерации профсоюзов (1987—2006) и Европейской конфедерации профсоюзов (1993—2003)[156].
- Добош, Ильдико[венг.] (82) — венгерская актриса[157].
- Миньоне, Мария Жозефина (101) — бразильская пианистка[158].
- Ньюхарт, Боб (94) — американский актёр и комедиант, лауреат премий «Грэмми» (1961), «Золотой глобус» (1962) и «Эмми» (2006)[159].
- Эминов, Владимир Евгеньевич (90) — советский и российский учёный-правовед и криминолог[160].

## 17 июля
- Бегалинов, Абдраман Бегалинович (77) — советский и казахстанский горный инженер (о смерти объявлено в этот день)[161].
- Валиатан, Мартанда Варма Санкаран[англ.] (90) — индийский кардиохирург, президент ИНАН (2002—2004)[162].
- Гикиш, Антон (92) — словацкий драматург, прозаик, литературовед[163].
- Гуардабасси, Джанкарло[итал.] (87) — итальянский эстрадный певец[164].
- Домашкевич, Николай Фёдорович (74) — белорусский государственный деятель, председатель Минского облисполкома (1998—2007)[165].
- Иванов-Ахметов, Владимир Михайлович (70) — советский и украинский художник и график[166].
- Регас, Роса[исп.] (90) — испанская писательница[167].
- Серверо, Хосе (74) — испанский футболист[168].
- Трахтман, Абрам Наумович (80) — советский и израильский математик[169].
- Чжэн Пэйпэй (78) — китайская и американская актриса и продюсер[170].

## 16 июля
- Адаев, Дмитрий Владимирович (40) — российский каноист, тренер национальной сборной по гребле на байдарках и каноэ; ДТП[171].
- Адамс, Экене Абубакар[англ.] (39) — нигерийский политический деятель, депутат Палаты представителей[172].
- Брайант, Джо (69) — американский баскетболист и тренер, отец Коби Брайанта[173].
- Вергеенко, Михаил Никифорович (74) — советский футболист, белорусский тренер, чемпион СССР (1982)[174].
- Кальоти, Джузеппе[англ.] (92) — итальянский физик[175].
- Писарева, Галина Демьяновна (91) — советский и российский скульптор, живописец, график[176].
- Цепеля, Эва[пол.] (82) — польская актриса[177].
- Швайцер, Ирен[нем.] (83) — швейцарская пианистка[178].
- Шмаров, Андрей Игоревич (69) — российский медиаменеджер и журналист[179].

## 15 июля
- Буде, Жак[фр.] (89) — французский актёр[180].
- Ван Дорт, Витеке[нидерл.] (81) — нидерландская актриса и певица[181].
- Захаров, Владимир Андреевич (87) — советский партийный деятель, первый секретарь Калмыцкого (1985—1990) и Владимирского (1990—1991) обкомов КПСС[182].
- Калантарян, Рубина Рубеновна (99) — советская и российская певица, народная артистка Российской Федерации (1995)[183].
- Клдиашвили, Нана Георгиевна (86) — советский и российский кинорежиссёр и сценарист, заслуженный деятель искусств Российской Федерации (1994), вдова А. М. Згуриди[184].
- Леже, Эдит[фр.] (82) — французский композитор[185].
- Мэннинг, Кевин (90) — австралийский католический прелат, епископ Армидейла (1991—1997) и Парраматты (1997—2010)[186].
- Рудницкий, Сергей Анатольевич (69) — советский и российский музыкант, композитор и аранжировщик, народный артист Российской Федерации (2012)[187].
- Тео Тейк Хуат[малайск.] (77) — малайзийский политик, депутат Парламента (1966—1990)[188].
- Трояновский, Сергей Викторович (55) — российский историк и археолог[189].
- Фаччо, Хуан[исп.] (87) — уругвайский футболист и тренер, тренер национальной сборной Сальвадора[190].
- Федотов, Александр Анатольевич (53) — российский экономист, ректор Орловского университета (с 2019)[191].
- Хейлман, Кеннет[англ.] (86) — американский поведенческий невролог[192].
- Хьюитт, Норм (55) — новозеландский регбист, игрок национальной сборной[193].
- Tomcraft (49) — немецкий диджей и продюсер[194].

## 14 июля
- Баба, Тупени[англ.] (82) — фиджийский политический деятель, депутат Парламента (1987, 1999—2001), вице-премьер (1999—2000), министр иностранных дел (1999—2000)[195].
- Гибсон, Сара[англ.] (38) — американская пианистка и композитор[196].
- Джонс, Джакоби (40) — американский футболист[197].
- Магальяйнс, Ромилду[порт.] (78) — бразильский политик, губернатор Акри (1992—1995)[198].
- М. Мани (84) — индийский кинопродюсер[199].
- Пунтилло, Сальваторе[итал.] (88) — итальянский актёр[200].
- Сапиев, Оналбек (80) — советский и казахстанский партийный работник, государственный и общественный деятель, сенатор (1997—2008)[201].
- Хансе-Химарва, Катрина[англ.] (57) — намибийская политическая деятельница, губернатор Хардапа (2004—2015), министр образования, искусств и культуры (2015—2019)[202].

## 13 июля
- Бакли-Мосс, Патрисия[англ.] (91) — американская художница[203].
- Балтазар, Клэр[англ.] (96) — филиппинский энтомолог[204].
- Бустос, Педро[исп.] (96) — аргентинский баскетболист, игрок национальной сборной, чемпион мира (1950)[205].
- Валов, Илия (62) — болгарский футболист и футбольный тренер, игрок национальной сборной[206].
- Вонг, Энрике[исп.] (83) — перуанский политический деятель, депутат Конгресса (1985—1990, 2011—2016, с 2021)[207].
- Дейф, Мухаммад (58) — командующий военным крылом движения ХАМАС (с 2002)[208].
- Доэрти, Шеннен (53) — американская актриса[209].
- Запрянов, Димитр (64) — болгарский дзюдоист, серебряный призёр Олимпийских игр (1980)[210].
- Крукс, Томас Мэттью (20) — американец, подозреваемый в покушении на Дональда Трампа[211].
- Латимира, Ингрида (65) — латвийский политик, председатель Сейма (2002—2006), министр экономики (1999)[212].
- Панфилов, Илья Борисович (51) — российский военный и государственный деятель, Герой Российской Федерации (1995)[213].
- Расмуссен, Флемминг[англ.] (56) — датский силовой атлет, призёр соревнования World’s Strongest Man (1997)[214].
- Померой, Наоми[англ.] (49) — американский шеф-повар и ресторатор; утонула[215].
- Сакристан Родригес, Хосе Антонио[исп.] (87) — испанский политик, сенатор (1989—1993, 2004—2008)[216].
- Сиккинг, Джеймс (90) — американский актёр[217].
- Симмонс, Ричард (76) — американский инструктор по фитнесу, актёр, певец и продюсер[218].
- Тобиаш (75) — бразильский футболист[219].
- Хессе, Рут[нем.] (87) — немецкая оперная певица (драматическое меццо-сопрано)[220].

## 12 июля
- Вестхаймер, Рут (96) — американский сексопатолог, ведущая теле- и радиопередач[221].
- Виола, Билл (73) — американский художник[222].
- Драхт, Тонке (93) — нидерландская писательница[223].
- Калитин, Николай Романович (84) — эвенкийский поэт, прозаик и литературный критик[224].
- Кузьменко, Юрий Александрович (75) — советский и российский актёр, кинорежиссёр и сценарист[225].
- Куреши, Рафат Саид[англ.] (77) — индийский историк и писатель[226].
- Ли Ву Чже[кор.] (90) — южнокорейский политик, министр информации и коммуникаций (1989—1990)[227].
- Маккензи, Филипп[фр.] — канадский певец и поэт[228].
- Нелюбов, Борис Александрович (93) — советский и российский историк[229].
- Охара, Норико (88) — японская сэйю[230].
- Райт, Эван[англ.] (59) — американский журналист и писатель; самоубийство[231].
- Сармьентос, Абель[исп.] (61) — кубинский волейболист, серебряный призёр чемпионата мира (1990)[232].
- Сольхейм, Лейф[англ.] — норвежский хоккеист, бронзовый призёр чемпионата Европы (1951)[233].
- Ферранди, Альберто[итал.] (82) — итальянский политик, член Палаты депутатов (1986—1992)[234].
- Цих, Ян[пол.] (80) — польский бегун на средние дистанции, участник Олимпийских игр (1968)[235].
- Чжан Цуньхао[кит.] (96) — китайский физикохимик, член Китайской академии наук (1980)[236].

## 11 июля
- Аз-Зуби, Мухаммед (93/94) — сирийский политик, министр информации (1966—1974)[237].
- Апарна[англ.] (57) — индийская телеведущая и актриса[238].
- Бомбела, Владислав Александрович (29) — украинский военнослужащий, младший сержант, участник российско-украинской войны, Герой Украины (2024, посмертно); погиб в бою.
- Генрих, принц Фюрстенбергский[нем.] (73) — немецкий аристократ и предприниматель, глава дома Фюрстенбергов (с 2002)[239].
- Дзаиддин Абдулла, Мохамед[малайск.] (85) — малайзийский юрист, главный судья (2000—2003)[240].
- Дреннан, Томми (82—83) — ирландский певец[241].
- Дюваль, Шелли (75) — американская актриса[242].
- Козловски, Вилли (87) — западногерманский футболист, игрок национальной сборной[243].
- Малипард, Бастиан[нидерл.] (86) — нидерландский велогонщик, серебряный призёр чемпионата мира (1959)[244].
- Нефф, Томас[англ.] (80) — американский физик, разработчик программы ВОУ-НОУ[245].
- Нуриана, Нана[индон.] (86) — индонезийский политик, губернатор Западной Явы (1993—2003)[246].
- Перевезенцев, Юлий Юльевич (85) — советский и российский художник, график, гравёр, иллюстратор[247].
- Редлиньский, Эдвард (84) — польский писатель, публицист и драматург[248].
- Стриженова, Любовь Васильевна (83) — советская и российская актриса, народная артистка  Российской Федерации (1997)[249].
- Сундевалль, Дик[швед.] (78) — шведский журналист и писатель; ДТП[250].
- Тарасенко, Андрей Владимирович (55) — российский хоккеист и тренер, участник Олимпийских игр (1994)[251].

## 10 июля
- Акинреми, Олайде Адевале[англ.] (51) — нигерийский политик, депутат Палаты представителей (c 2019)[252].
- Бэнкс, Боб[англ.] (94) — австралийский регбист, игрок национальной сборной[253].
- Велику, Марьян (47) — румынский боксёр, серебряный призёр чемпионата мира (2001), бронзовый призёр чемпионата Европы (2000)[254].
- Дельхольм, Кирстен (79) — датская художница и театральный режиссёр[255].
- Матиас, Альфонсус[англ.] (96) — индийский католический прелат, епископ Чикмагалура (1963—1986), архиепископ Бангалора (1986—1998)[256].
- Моран, Мэри[англ.] (90) — американский политик, мэр Бриджпорта (1989—1991)[257].
- Нерлов, Марк (90) — американский экономист, член НАН США (1979)[258].
- О’Нил, Фрэнк[англ.] (97) — австралийский пловец, участник Олимпийских игр (1952)[259].
- Релинг, Маттейс[нидерл.] (81) — нидерландский художник; эвтаназия[260].
- Робинсон, Томми Франклин[англ.] (82) — американский политик, член Палаты представителей (1985—1991)[261].
- Стидман, Питер[англ.] (80) — австралийский политик, депутат Палаты представителей (1983—1984)[262].
- Страуме, Янис (61) — латвийский политический деятель, председатель Сейма (1998—2002); несчастный случай[263].
- Тамаш, Пал (75) — венгерский социолог[264].
- Токуда, Торао[яп.] (86) — японский политик, депутат Палаты представителей (1990—1996, 2000—2005)[265].
- Туманов, Вадим Иванович (96) — советский и российский золотодобытчик и предприниматель[266].
- Фонтана, Франко[итал.] (95) — итальянский партизан[267].
- Шапошникова, Маргарита Константиновна (84) — советская и российская кларнетистка и саксофонистка, народная артистка Российской Федерации (2005)[268].
- Шелепин, Юрий Александрович (75) — советский и российский актёр-кукольник, заслуженный артист РСФСР (1988)[269].
- Шумахер, Ханс-Отто[англ.] (74) — западногерманский каноист, серебряный призёр Олимпийских игр (1972)[270].
- Энгл, Джо Генри (91) — американский астронавт[271].

## 9 июля
- Бакетт, Ян[англ.] (56) — валлийский регбист, игрок национальной сборной[272].
- Богран, Мартин[фр.] (63) — канадский политик, мэр Лаваля (2013)[273].
- Бонсалл, Джо[англ.] (76) — американский певец (The Oak Ridge Boys)[274].
- Вернер, Йенс[дат.] (59) — датский спортивный танцор, чемпион мира (1994)[275].
- Гутьеррес, Дагоберто[исп.] (79) — сальвадорский политик, депутат Законодательной ассамблеи (1994—1997)[276].
- Дери, Йехуда (66) — израильский раввин[277].
- Инхоф, Джим (89) — американский политический и государственный деятель, сенатор (1994—2023), член Палаты представителей (1987—1994)[278].
- Кикнадзе, Кетеван Гавриловна (85) — советская и грузинская актриса, народная артистка Грузинской ССР (1990)[279].
- Коллинз, Дэн[англ.] (80) — американский журналист и писатель[280].
- Локери, Дэвид (71) — американский киносценарист и кинопродюсер[281].
- Маркиш Видал, Жуана[порт.] (68) — португальский прокурор, генеральный прокурор (2012—2018)[282].
- М’хенни, Хеди[араб.] (81) — тунисский политический деятель, министр внутренних дел (2002—2004) и обороны (2004—2005)[283].
- Сингер, Максин (93) — американский молекулярный биолог, член Национальной академии наук США (1979)[284].
- Стейнмо, Свен[англ.] (70) — американский социолог, один из создателей исторического институционализма[285].
- Уэллман, Барри[англ.] (81) — канадский социолог, член Королевского общества Канады (2007)[286].
- Уррутия Монтойя, Мигель[исп.] (85) — колумбийский экономист и политик, министр горнодобывающей промышленности и энергетики (1977), генеральный директор Банка Республики (1993—2005)[287].
- Хилл, Диана[англ.] (81) — новозеландский биохимик[288].
- Шомло, Ана[серб.] (89) — сербская и израильская писательница[289].
- Шохин, Юрий Александрович (66) — советский и российский спортсмен, многократный чемпион СССР по спортивной акробатике[290].
- Штур, Ежи (77) — польский актёр, сценарист и режиссёр[291].

## 8 июля
- Де Кейрос Дуарте, Сержиу[англ.] (89—90) — французский дипломат, посол в Австрии, Хорватии, Словакии и Словении по совместительству (1999—2002), Китае (1996—1999), Канаде (1993—1996) и Никарагуа (1986—1991)[292].
- Зеленай, Павол (96) — словацкий музыкант, основатель конкурса популярной песни «Братиславская лира»[293].
- Кондратьева, Марина Викторовна (90) — советская и российская балерина и педагог, народная артистка СССР (1976)[294].
- Лафайе, Жак[фр.] (94) — французский историк[295].
- Монтальво, Рафаэль[англ.] (81) — сальвадорский политик, депутат Законодательной ассамблеи (1988—1991)[296].
- Панченко, Константин Александрович (55) — советский и российский историк-востоковед[297].
- Петрович, Янош[англ.] (53) — венгерский боксёр, участник Олимпийских игр (1992)[298].
- Пьер Нгуен Соан[вьет.] (87) — вьетнамский католический прелат, епископ Куинёна (1999—2012)[299].
- Суннстейн, Йогван (91) — фарерский политический и государственный деятель, премьер-министр (1989—1991)[300].
- Ханох, Лихи[ивр.] (75) — израильская актриса и кинорежиссёр[301].

## 7 июля
- Аль-Гусейн, Ихаб (45) — палестинский политик, член ХАМАС и представитель Министерства внутренних дел Палестины; авиаудар[302].
- Альварес, Хосе Мария (82) — испанский поэт[303].
- Амано, Тэнгай[яп.] (64) — японский драматург[304].
- Брезис, Хаим[фр.] (80) — французский математик, лауреат Премии Стила (2024)[305].
- Дзанин, Бруно[итал.] (73) — итальянский актёр[306].
- Ивлев, Юрий Васильевич (87) — советский и российский учёный-логик[307].
- Клагес, Билл[англ.] (97) — американский художник по свету, семикратный лауреат Прайм-таймовой премии «Эмми»[308].
- Мелихов, Виктор Васильевич (70) — российский учёный в области мелиорации, член-корреспондент РАН (2016)[309].
- Саббах, Анвар[араб.] (90) — ливанский политик, министр экономики и торговли (1972—1973), министр энергетики и водных ресурсов (1979—1981), депутат Национальной ассамблеи (1964—1968, 1972)[310].
- Стариков, Владимир Степанович (77) — советский и российский дипломат, чрезвычайный и полномочный посол Российской Федерации в Гайане (2002—2007)[311].
- Уайатт, Рэйчел[англ.] (94) — англо-канадская писательница[312].
- Ферран, Клод[фр.] (71) — канадский прыгун в высоту, участник Олимпийских игр (1976)[313].
- Эрран, Хосефина[исп.] (94) — первая леди Уругвая (1972—1976)[314].

## 6 июля
- Антонио, Ламберто[англ.] (77) — филиппинский поэт, писатель и переводчик[315].
- Бушерон, Бернар дю (95) — французский писатель, лауреат Большой премии Французской академии за роман[316].
- Валье Риестра, Хавьер (92) — перуанский политический и государственный деятель, премьер-министр (1998), член Конгресса (1980—1992)[317].
- Вильяр Мир, Хуан Мигель (92) — испанский бизнесмен, инженер и государственный деятель, министр экономики и финансов (1975—1976), заместитель премьер-министра (1976)[318].
- Д’Анджо, Пино (71) — итальянский певец и композитор[319].
- Дасукин, Мустафа[араб.] (81) — марокканский актёр[320].
- Диас-Баларт, Мирта (95) — жена (1948—1955) Фиделя Кастро[321].
- Дреге, Андре[норв.] (25) — норвежский велогонщик, победитель Гран-при Родоса (2022, 2024), Гйельне Гутуэр (2022); погиб[322].
- Згуряну, Теодор Степанович[рум.] (85) — советский и молдавский композитор и хоровой дирижёр, народный артист Молдавской ССР (1983)[323].
- Кимураяма Мамору (42) — японский борец сумо[324].
- Лихитченко, Аза Владимировна (86) — советская и российская телеведущая, диктор ЦТ СССР (1968—1993), народная артистка РСФСР (1988)[325].
- Мостюков, Ильдус Шайхуллисламович (96) — советский и российский учёный в области радиолокации, Герой Социалистического Труда (1980)[326].
- О’Махони, Джон[англ.] (71) — ирландский политик, депутат Палаты представителей (2007—2016), сенатор (2016—2020)[327].
- Пагано, Анджела[итал.] (87) — итальянская актриса[328].
- Рефаат, Ахмед[араб. егип.] (31) — египетский футболист, игрок национальной сборной[329].
- Супиханов, Борис Карабаевич (69) — украинский политик, министр агропромышленной политики Украины (1998—1999)[330].
- Тейлор, Роберта[англ.] (76) — британская актриса[331].
- Феодосий (Василиу) (87/88) — епископ старостильной ИПЦ Греции (Синод Хризостома)[332].
- Фернандо, Лайонел[англ.] (88) — шриланкийский политик и дипломат, посол во Франции (2008—2010), губернатор Северо-Восточной провинции (1993—1994)[333].
- Хук, Эверт (90/91) — канадский инженер-строитель[334].
- Эспиноса Домингес, Карлос[исп.] (74) — кубинский писатель[335].

## 5 июля
- Визель, Александр Георгиевич (81) — советский и российский живописец и график, заслуженный художник Российской Федерации (2001)[336].
- Дюкост, Серж (80) — гаитянский футболист, игрок национальной сборной[337].
- Жеминьяни, Рафаэль[фр.] (99) — французский велогонщик, чемпион Франции по шоссейному велоспорту (1953)[338].
- Зиаур Рахман (50) — бангладешский шахматист[339].
- Исакадзе, Лиана Александровна (77) — советская, грузинская и российская скрипачка и дирижёр, народная артистка СССР (1988)[340].
- Коппи, Антонио Микеле[итал.] (75) — итальянский политик, сенатор (1992—1994)[341].
- Корольков, Николай Павлович (77) — советский спортсмен-конник, олимпийский чемпион (1980) (о смерти объявлено в этот день)[342].
- Корриган, Роберт (89) — американский деятель образования, президент Университета штата Калифорния в Сан-Франциско (1989—2012)[343].
- Ландау, Джон (63) — американский кинопродюсер, лауреат премии «Оскар» (1998)[344].
- Мамалассери, Джордж[англ.] (92) — индийский католический прелат, епископ Туры (1979—2007)[345].
- Мосс, Стэнли[англ.] (99) — американский поэт[346].
- Самуэльссон, Бенгт (90) — шведский биохимик, лауреат Нобелевской премии по физиологии или медицине (1982)[347].
- Сейшас, Вик (100) — американский теннисист, победитель 15 турниров Большого шлема во всех разрядах, обладатель (1954) и шестикратный финалист Кубка Дэвиса со сборной США[348].
- Фюрно, Ивонн (98) — французская актриса[349].

## 4 июля
- Белл, Уэйд[англ.] (79) — американский бегун на средние дистанции, участник Олимпийских игр (1968)[350].
- Бисвас, Смрити[англ.] (100) — индийская актриса[351].
- Вавилов, Василий Арнольдович (73) — российский актёр, заслуженный артист РСФСР (1990)[352].
- Воротович, Зоран[серб.] (65) — югославский и черногорский футболист[353].
- Дос Сантос, Рауль (57) — уругвайский футболист, игрок национальной сборной[354].
- Плаканс, Андрейс (83) — американский историк[355].
- Роблес, Джо[англ.] (78) — американский генерал и банкир, президент и генеральный директор USAA (2007—2015)[356].
- Росквист-Фон Корф, Эви[швед.] (94) — шведская автогонщица[357].
- Сватонь, Ежи (77) — польский политик, министр окружающей среды (2004—2005)[358].
- Черчмен, Исанн[англ.] (99) — английская актриса[359].
- Янссенс, Кас[нидерл.] (79) — нидерландский футболист[360].

## 3 июля
- Дюма, Ролан (101) — французский политический и государственный деятель, министр иностранных дел (1984—1986, 1988—1993), председатель Конституционного совета (1995—2000)[361].
- Караттино, Антонио[итал.] (101) — итальянский яхтсмен, участник Олимпийских игр (1952, 1956, 1968)[362].
- Улла, Хидоят[англ.] — пакистанский политический деятель, член Сената (2012—2024); убит[363].
- Холиков, Адхам (76) — таджикский оперный певец, народный артист Таджикистана (2005)[364].
- Цурцумия, Нугзари (27) — грузинский борец греко-римского стиля, чемпион мира (2019)[365].
- Шуваев, Валерьян Владимирович (69) — российский дипломат, чрезвычайный и полномочный посол в Алжире (с 2022)[366].

## 2 июля
- Вики, Эрманно[итал.] (82) — итальянский политик, член Палаты депутатов (2006—2008)[367].
- Вондрушка, Ростислав[чеш.] (63) — чешский политик, министр регионального развития (2009—2010)[368].
- Гюрсой, Нилюфер[тур.] (103) — турецкий политик, депутат Великого национального собрания (1965—1969, 1973—1980)[369].
- Гутьеррес де Пиньерес, Херман[исп.] (67) — колумбийский футболист и футбольный тренер[370].
- Ермаков, Владимир Александрович (75) — советский и российский поэт, писатель[371].
- Карлссон, Суне[швед.] — шведский яхтсмен, участник Олимпийских игр (1960)[372].
- Камуда, Беата[пол.] (63) — польская гребчиха. участница Олимпийских игр (1980)[373].
- Кононенко, Виталий Иванович (90) — советский и украинский языковед, академик НАПН Украины (1994)[374].
- Матвеев, Владимир Михайлович (72) — советский и российский актёр, народный артист Российской Федерации (2008)[375].
- Митчелл, Элла[англ.] (83) — американская певица и актриса[376].
- Монтаньо, Рамон[англ.] (87) — филиппинский политик и офицер, начальник филиппинской полиции (1988—1990)[377].
- Напреев, Борис Дмитриевич (86) — советский и российский композитор, музыковед[378].
- Никколаи, Комунардо (77) — итальянский футболист, игрок национальной сборной[379].
- Смирнов, Олег Евгеньевич (хоккеист) (43) — российский хоккеист («Трактор»)[380].
- Согло, Сатурнин[англ.] — бенинский политик, министр иностранных дел (1992—1993)[381].
- Уайтфут, Джефф (90) — английский футболист[382].
- Хедигер, Андре[фр.] (83) — швейцарский политик, мэр Женевы (1990—1991, 1994—1995, 1998—1999, 2002—2003, 2006—2007)[383].
- Чэн Чжунъин (88) — китайский философ[384].

## 1 июля
- Ахматуллина, Назира Бадретдиновна (93) — советский и казахстанский вирусолог, академик НАН Казахстана (1989)[385].
- Ахметшин, Борис Гайсеевич (86) — советский и российский фольклорист[386].
- Бигуцци, Джорджо (88) — итальянский римско-католический прелат, епископ Макени (1986—2012)[387].
- Бордалу Диас, Фаусто[порт.] (75) — португальский композитор[388].
- Викстрём, Ян-Эрик[швед.] (91) — шведский политик, министр образования (1976—1982), депутат парламента (1971—1974, 1976—1992)[389].
- Гунчак, Тарас Григорьевич (92) — американский и украинский историк и политолог[390].
- Ефимов, Владимир Иванович (89) — советский и российский военный лётчик, заслуженный лётчик-испытатель СССР, мастер спорта СССР международного класса (1987), полковник авиации (1978)[391].
- Кадаре, Исмаил (88) — албанский писатель и поэт, лауреат Международной Букеровской премии (2005)[392].
- Омаджо, Мария Розария (67) — итальянская актриса, телеведущая и писательница[393].
- Осепян, Левон Оганесович (71) — русский и армянский писатель[394].
- Ревяко, Василий Афанасьевич (75) — советский и белорусский передовик сельского хозяйства, Герой Беларуси (2006)[395].
- Роуэлл, Джек[англ.] (87) — английский регбист и тренер, тренер национальной сборной (1994—1997)[396].
- Рубинштейн, Уильям (77) — американско-британский историк и писатель[397].
- Синельников, Майкл (95) — британо-канадский актёр («Преступный закон», «Затерянный мир», «300 спартанцев»), режиссёр и продюсер[398].
- Спюдеволль, Тур[норв.] (79) — норвежский футболист, игрок национальной сборной[399].
- Тарасова, Татьяна Алексеевна (86) — советская и российская актриса, заслуженная артистка Российской Федерации (1994)[400].
- Таун, Роберт (89) — американский кинорежиссёр и киносценарист, лауреат премии «Оскар» (1975)[401].
- Фрейтаг, Жак[англ.] (42) — южноафриканский легкоатлет, чемпион мира в прыжках в высоту (2003) (тело найдено в этот день)[402].
- Хопкинс, Джеффри (83) — американский тибетолог[403].